# SX-10
SX-10 — американская рэп-рок-группа из Лос-Анджелеса, образована в 1996 году рэпером Sen Dog.

## История
В 1995 году на студии Sony music у хип-хоп команды Cypress Hill выходит третий по счёту альбом «Temples of Boom», после чего один из вокалистов — Sen Dog покидает группу. В отличие от Cypress hill, новая команда Сена — SX-10 стала играть достаточно тяжёлую музыку, а о былом творчестве напоминает лишь только резкий, легко узнаваемый, вокал Сен Дога, с его жёсткой читкой и неисправимым испанским акцентом. Однако, после выхода пробного промо диска «Get Wood Sampler» Сен Дог возвращается в Cypress Hill, а SX-10 достаётся роль сайд-проекта. После нескольких совместных с Cypress Hill туров, в 2000 году выходит полноценный альбом — «Mad Dog American», в записи альбома приняли участие друзья Сена — Ray Oropeza — вокалист небезызвестной олдскул команды Downset, талантливый рэпер и брат Сен Дога — Mellow Man Ace, бывший МС группы House of Pain, а ныне бард, воспевающий тяжёлые будни жителей трэлерпарков — Everlast, единомышленники по раскуриванию килограммов дури ребята из Kottonmouth Kings и коллеги по Cypress Hill — перкуссионист Eric Bobo и DJ Muggs. Что сказать о музыке… да, получился настоящий олскул рэпкор, в традициях Downset и Biohazard, в их музыке не преобладает хип-хоп, несмотря на присутствие вокалиста-рэпера, но и не давит тяжесть… баланс найден!

## Состав группы
- Sen Dog — вокал
- Jimmie Rodriguez — бас-гитара
- Andy Zambrano — гитара
- Jeremy Fleener — гитара
- Sean McCormick — ударные

## Дискография
- Mad Dog American (2000)
- Temple of Tolerance (Unreleased Album) (2006)